# Dólar de prata do Parque Nacional de Yellowstone
O dólar de prata do Parque Nacional de Yellowstone é uma moeda comemorativa emitida pela Casa da Moeda dos Estados Unidos em 1999. Os rendimentos beneficiaram o Parque Nacional de Yellowstone e outros parques nacionais através da National Park Foundation.